# Nívio
Nívio Gabrich, detto Nívio (Santa Luzia, 7 settembre 1927 – Belo Horizonte, 16 luglio 1981), è stato un calciatore brasiliano, di ruolo attaccante.

## Caratteristiche tecniche
Giocava come attaccante, ricoprendo il ruolo di ala sinistra. Rapido, valido tecnicamente e abile nel dribbling, tra le sue caratteristiche principali vi erano anche la capacità di fornire buoni assist e, soprattutto, la concretezza in zona gol, sostenuta da un tiro potente.

## Carriera

### Club
Cresciuto dapprima nel Santa Cruz di Santa Luzia e poi nel piccolo Espéria di Belo Horizonte, fu notato dalla dirigenza dell'Atlético Mineiro, che lo acquistò e lo introdusse nella rosa della prima squadra all'età di diciassette anni. Debuttò tra i professionisti il 19 novembre 1944 contro l'União de Itabirito. Nel 1946 vinse il primo titolo di club della sua carriera, il campionato Mineiro; ripeté l'impresa l'anno successivo. Nel 1949 si rese protagonista, laureandosi capocannoniere con 14 marcature nel campionato statale, partecipando così in maniera consistente alla vittoria del trofeo. L'anno seguente le reti furono 13, comunque sufficienti per piazzarsi nuovamente al primo posto tra i realizzatori del Mineirão. Nel 1951 il Bangu, disponendo di una considerevole liquidità, si risolse ad acquistare il giocatore. A causa della defezione di Joel Rezende Nívio si trovò a dover integrare la squadra mista Bangu-San Paolo per una tournée in Europa; ivi debuttò il 7 aprile contro il Saarbrücken. Durante l'escursione nel continente europeo ben figurò, con sette reti, e divenne ben presto un elemento di spicco della formazione del Bangu, valorizzato anche dall'intervento dei tecnici Ondino Viera e, segnatamente, Tim. Nel corso della militanza nella squadra dalla maglia bianco-rossa Nívio risaltò per la sua abilità nel segnare reti, e contro la Portuguesa ne marcò cinque, stabilendo così un primato individuale per il club. Nel 1957 l'arrivo dell'allenatore Gentil Cardoso ne ridusse le possibilità di giocare da titolare, poiché il tecnico gli preferiva Luís Carlos e Wilson Macaco, e Nívio giocò l'ultimo incontro il 19 dicembre 1957. Nel 1958 si trasferì difatti al Cruzeiro, ove disputò le ultime due annate prima di ritirarsi. Il bilancio totale nei club è di 126 gol in 182 partite per l'Atlético Mineiro (10º posto tra i migliori realizzatori) e 140 reti in 263 partite totali per il Bangu (3º miglior marcatore assoluto).

### Nazionale
Nel 1952 fu convocato per la vittoriosa spedizione in Cile in vista del Campionato Panamericano, ma non fu mai schierato dal CT Moreira.

## Palmarès

### Club

#### Competizioni nazionali
- Campionato Mineiro: 5

Atlético-MG: 1946, 1947, 1949, 1950
Cruzeiro: 1959
- Torneio Início do Rio de Janeiro: 1

Bangu: 1955

### Nazionale
- Campionato Panamericano: 1

1952

### Individuale
- Capocannoniere del Campionato Mineiro: 2

1949 (14 gol), 1950 (13 gol)